# ジム・ヒッキー (野球)
ジェームズ・ジョゼフ・ヒッキー（James Joseph Hickey, 1961年10月12日 - ）は、アメリカ合衆国イリノイ州シカゴ出身の元プロ野球選手（投手）、野球指導者。右投右打。現在は、MLBのワシントン・ナショナルズの投手コーチを務める。

## 経歴

### プロ入り前
シカゴのケネディ高等学校卒業後、テキサス大学パンアメリカン校に入学し、1983年には大学代表チームに選ばれた。19先発で16勝2敗で防御率1.66を記録し、チームの64勝という学校記録にも大きく貢献した。4年時の16勝はNCAA野球で最多勝だった。19先発で16完投を記録し、これはその当時のNCAA野球で歴代3位の記録で現在も4位の記録である。大学在学中は、ファイ・シグマ・カッパのフラタニティの一員だった。

### プロ入りとホワイトソックス傘下時代
1983年のMLBドラフト13巡目（全体331位）でシカゴ・ホワイトソックスから指名され、プロ入り。
1984年は自身最高のシーズンで、A級ウィスコンシン・ティンバーラトラーズでリリーフとして13勝5敗で防御率1.81を記録し、チームはミッドウェストリーグで優勝を果たした。
1983年から1987年までホワイトソックス傘下でプレーを続けた。

### ドジャース傘下時代
1988年には、ロサンゼルス・ドジャース傘下のAA級サンアントニオ・ミッションズでプレーした。

### アストロズ傘下時代
1989年は、ヒューストン・アストロズ傘下のAA級コロンバス・マドキャッツでプレーした。
現役時代にメジャー経験は無く、1989年に引退した。

### 引退後
引退後は1996年よりヒューストン・アストロズ傘下のマイナーで投手コーチとなった。2004年7月14日からはメジャーで同職となり、2006年まで務めた。

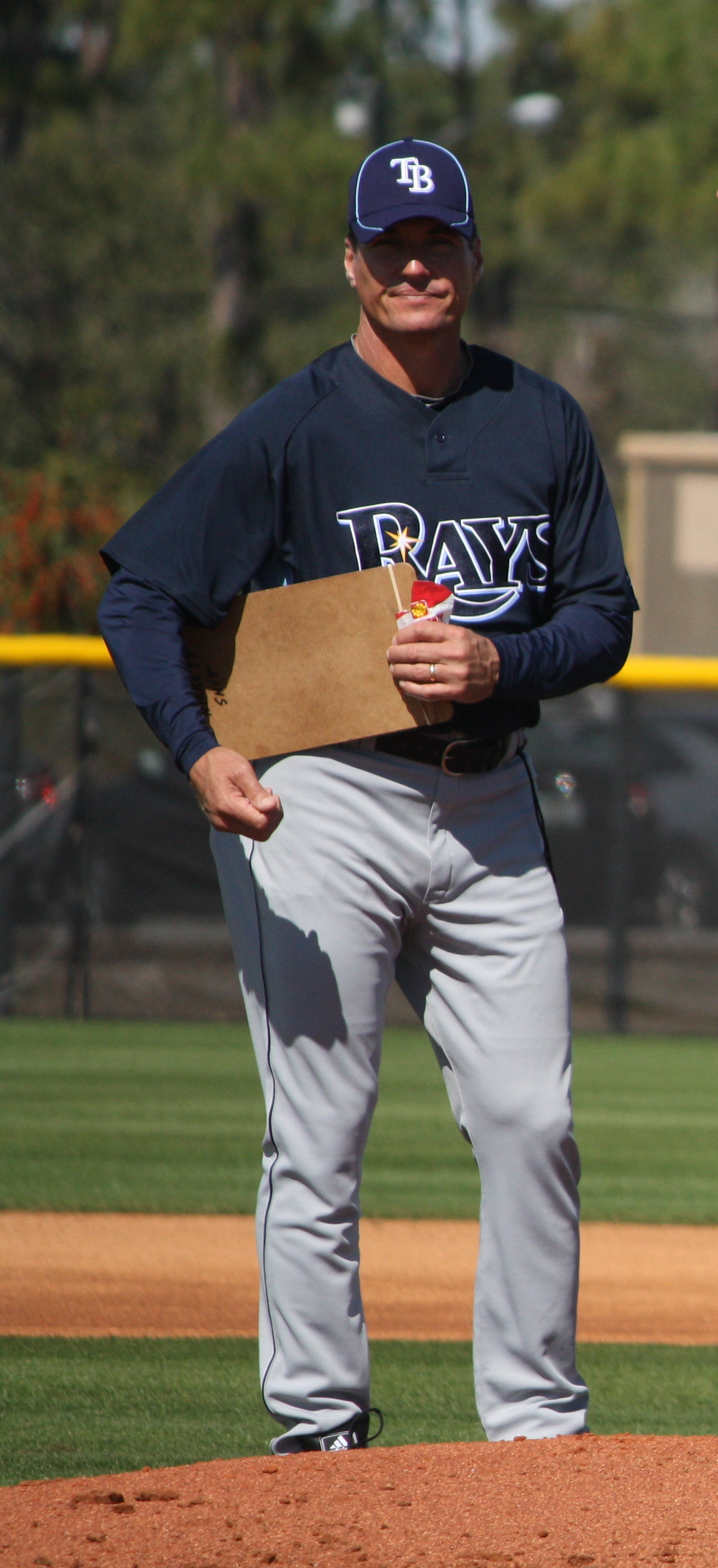
タンパベイ・レイズでのコーチ時代
(2010年2月21日)

2007年からはタンパベイ・デビルレイズの投手コーチに就任し、デビッド・プライス、ジェレミー・ヘリクソン、アレックス・カッブ、クリス・アーチャーらを育てた。2017年のレギュラーシーズン終了後に退団した。
2018年はシカゴ・カブスの投手コーチに就任したが、1年限りで退任した。
2020年10月にワシントン・ナショナルズの投手コーチに就任することが発表された。

## 詳細情報

### 背番号
- 48（2004年 - 2018年、2021年 - ）